# Udarne, Djankoi
Udarne (în ucraineană Ударне) este un sat în comuna Luhanske din raionul Djankoi, Republica Autonomă Crimeea, Ucraina.

## Demografie
Componența lingvistică a localității Udarne
     Rusă (64,42%)
     Ucraineană (18,27%)
     Tătară crimeeană (11,54%)
Conform recensământului din 2001, majoritatea populației localității Udarne era vorbitoare de rusă (64,42%), existând în minoritate și vorbitori de ucraineană (18,27%), tătară crimeeană (11,54%) și armeană (4,81%).